# (256796) Almanzor
Almanzor (asteroide n.º 256796 según el MPC) es un asteroide perteneciente al cinturón de asteroides que orbita entre Marte y Júpiter. Su nombre hace referencia al Pico Almanzor, el más alto (2592 m) de la Sierra de Gredos en Ávila, España.
Fue descubierto el 8 de febrero de 2008 por Juan Lacruz desde el Observatorio de La Cañada, en Ávila, España.